# 宝箱
宝箱（たからばこ）とは宝物が入っている箱のこと。

## 概要
宝箱は、その内容物によって名前が決められている箱の一種で、所謂「宝物」が直接的な財物（貨幣・貴金属・宝石など）であったり、古い時代の貴重な遺物であったりする。
冒険小説などでは、本来の正当な持ち主が金品を秘匿する意図でこういった宝箱を隠し、その所有者が死去などの形で人知れず宝箱だけが残っている…、というものが物語の始まりとなる作品もある。例えば海洋冒険小説のよく知られた作品のひとつである『宝島』では、作中のキーワードとして「死人の箱」 (Dead Man's Chest) という船乗りに伝わる歌の文句が繰り返し登場している。
なお、こういった「宝物の詰まった箱」が実際に発見された例も数多く、古代の遺物から時の権力者や有力者の隠し資産、あるいは過去の難破船の積荷などなど、様々な事例が存在する。
余禄としては2006年4月20日に朝日新聞が報じたところとして、さいたま市内のリサイクル企業で2005年9月に回収された家電製品筐体内から現金約2200万円が発見された例（発見者ら3名が着服を目論むも「余りの金額」であったため自首して露見）もある。
また遊びにアメリカ合衆国で唯一本物と証明されている宝箱は、過去にトーマス・テューが所有していたもので、フロリダ州セントオーガスティンの「Pirate Soul Museum」で保管されている。

## ゲームと宝箱
宝箱はロールプレイングゲーム(RPG)（コンピュータRPG含む）にしばしば登場する。中身は元々は自分が所有していない有形物を指すことが多く、内容は武防具から道具やお金などである。
こういった宝箱はテーブルトークRPG最初期の『ダンジョンズ&ドラゴンズ』などに「財宝の詰まったチェスト」などの形で登場して以降、様々な作品中に見出され、記号化されたアイテムとして登場するが、主に「開いて中身を取り出すべき対象」として描かれ、宝箱自体が入手可能な作品は少ない。例外的には『ダンジョンマスター』でアイテムとして数種類が登場、持ち物の数が制限されている同ゲームにおいては、この箱の中に更に「入れられる物品の数」が設定されているため、持ち物を制限枠以上に持ち運べるようになっている。

ゲーム内では、一度開けたら開いたままになる場合と、閉め直して一度開いたか分からない場合がある。前述の『ダンジョンマスター』では更にプレーヤー自身が自分の持ち物を収めることもできるが、持ち物制限があるゲームの中には「アイテム保管庫」としての機能がある箱もゲーム内システムとして組み込まれている作品も見られる。中身に何も入っていないケースや、ミミックなどの名前でシェイプシフターのモンスターが宝箱の姿に化け、無警戒な冒険者をおびき寄せて餌食にするケースがある。

なおゲーム内ではマップ内に据え付けになっている（つまり家具などの扱い）ものと、敵対するモンスターなどを倒した際に「モンスターの持ち物」として出てくる場合がある。
後者についてゲームによっては、宝箱として表示されているがその実としてモンスターの性質上で説明されているものがあり、例えばカラスのように光る財宝を見つけると集める習性があるとか、モンスター自身の体の一部が財宝的な価値があるとかで、たとえば『ザナドゥ』では敵モンスターを倒すと宝箱が出るが、付属しているマニュアルに全登場モンスターの解説が仔細に記載されており、そのいくつかではモンスターの性質と宝箱の中身である出現アイテムの関係が説明されている。
一方、前者的なマップ据え付けの宝箱では、『ドラゴンクエストシリーズ』など一部の作品において街の民家の中などにこの宝箱が据えつけられており、プレーヤーが「開けて中身を持ち去る」ことも可能となっているものもみられ、『ウルティマ』ではそういう宝箱に手を出すと衛兵に追い回されたり「徳」などを示す数値が悪化したりする罰が課されるというゲームルールが存在する。

ゲーム内ではこのように記号化された存在ではあるが、その一方で実際の貴重品を納められた箱（例えば金庫など）が鍵によって内容物を守るように、宝箱には鍵が掛かっていることがルール化されているゲームも数多い。
また鍵だけではなく、これを無理にこじ開けようとする者に被害を与える罠が仕掛けられているゲームもあり、例えば『ウィザードリィシリーズ』では、この宝箱を開ける専門家として「シーフ」や「ニンジャ」などのキャラクタークラスが存在し、罠を鑑定する魔法まで設定されている。
なお同ゲーム中、罠には様々な種類があり、開けた途端に内容物諸共自爆するものや魔法によって強制的にプレーヤーを移動させるものも登場する。